# Ezüst juhar
Az ezüst juhar (Acer saccharinum) a szappanfavirágúak (Sapindales) rendjébe és a szappanfafélék (Sapindaceae) családjába tartozó faj. A leggyorsabb növekedésű juharfaj.

## Elterjedése
Észak-Amerika keleti részén honos. Hazájában síkvidéki faj. Nyirkos talajokat, folyópartokat kedvel. Európába először 1725-ben hozták be. A XX. századra ezen a földrészen is általánosan elterjedt.

## Leírása
Terebélyes, oszlopos 30 méter magas lombhullató fa. Kérge előbb szürke és sima, majd pikkelye, hosszant repedezett. Az idősebb fákon gyakran nőnek vízhajtások. Vesszője vörösesbarna, fénylő, világos paraszemölcsökkel. Ágai vékonyabbak a többi juharénál, nagyon hosszúak, felfele növőek, de a koronaperemén lefele lógóak. Nedvében elég sok a cukor. Rügyei tojásdadok, vöröslők, míg a hónaljrügyek szártól elállók, keskenyek, hegyesek, a csúcsrügynél alig kisebbek.
A levelek  keresztben átellenesek, fiatalon szőrösek, tenyeresen osztottak, ötkaréjúak, hegyesen fogazottak, 8–15 cm hosszúak és szélesek. A karéjok a levélalap felé elkeskenyednek. A felszínük világoszöld, sima, fonákjuk ezüstös és finoman szőrös, ősszel rendszerint megsárgulnak, sárgásvörösre színeződnek. Nevét is leveleinek szép, ezüstszürke fonákáról kapta.
A virágai aprók, zöldessárgák, váltivarúak (a virágzatokban a kétivarú virágokon kívül a porzók vagy a termő elsatnyulása következtében egyivarúak is találhatóak - de akár az egész virágzat is átalakulhat), csupaszok (szirmaik hiányoznak), kis csomókban, lombfakadás előtt, kora tavasszal nyílnak. Az amerikai fajok közül legkorábban, gyakran már márciusban virágzik. A termése ikerlependék, 2 cm-esek, széttartók, éréskor szétválnak. A magház orsó alakú.
Élettartama 60-80 év. Tőről sarjad. Kiegyenlített hőigényű, fényigényes, közepes vízigényű faj. Fája a többi juharfajéhoz képest puhább és könnyebb és törékeny.

## Változatai
- A. s. ‘Asplenifolium’[2]
- A. s. ‘Laciniatum’[3]
  - ‘Laciniatum Wieri’[4] – szeldelt levelű ezüst juhar: 1873-ban szelektálták ki, nevét levele formájáról kapta[5][6][7]
  - ‘Lutescens’ - sárgalevelű ezüstjuhar[5]
  - ‘Pax’[8]
- A. s. ‘Pyramidale’[9]

## Hasznosítása
Európában, Magyarországon is kedvelt, gyakran ültetett parkfa, mivel a városok szennyezett levegőjét jól tűri, gyors növekedésű és szép lombszínű. Ültetik még erdősávokban, fasorokban, ritkábban az ártereken is.

## Képek

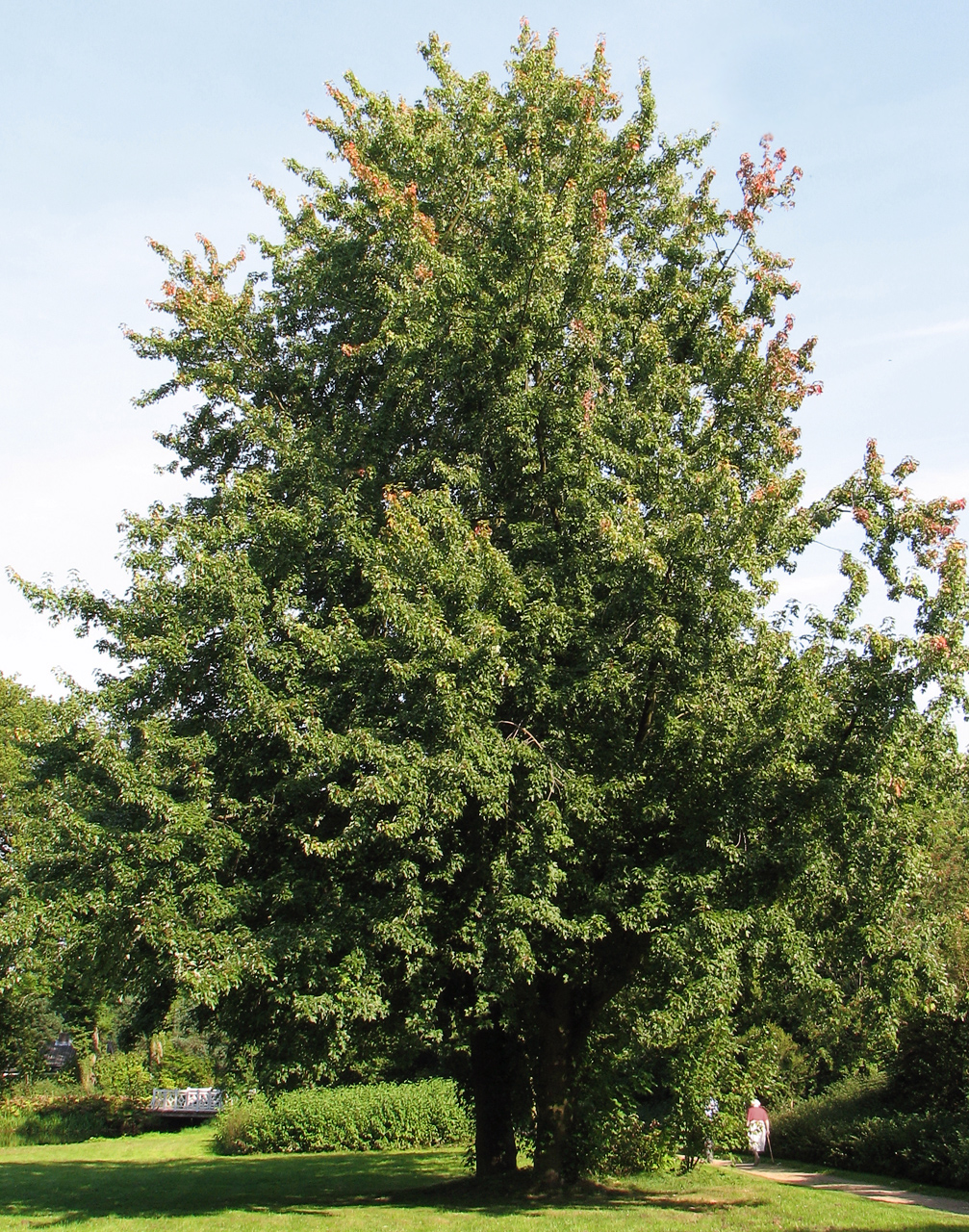
Habitusa
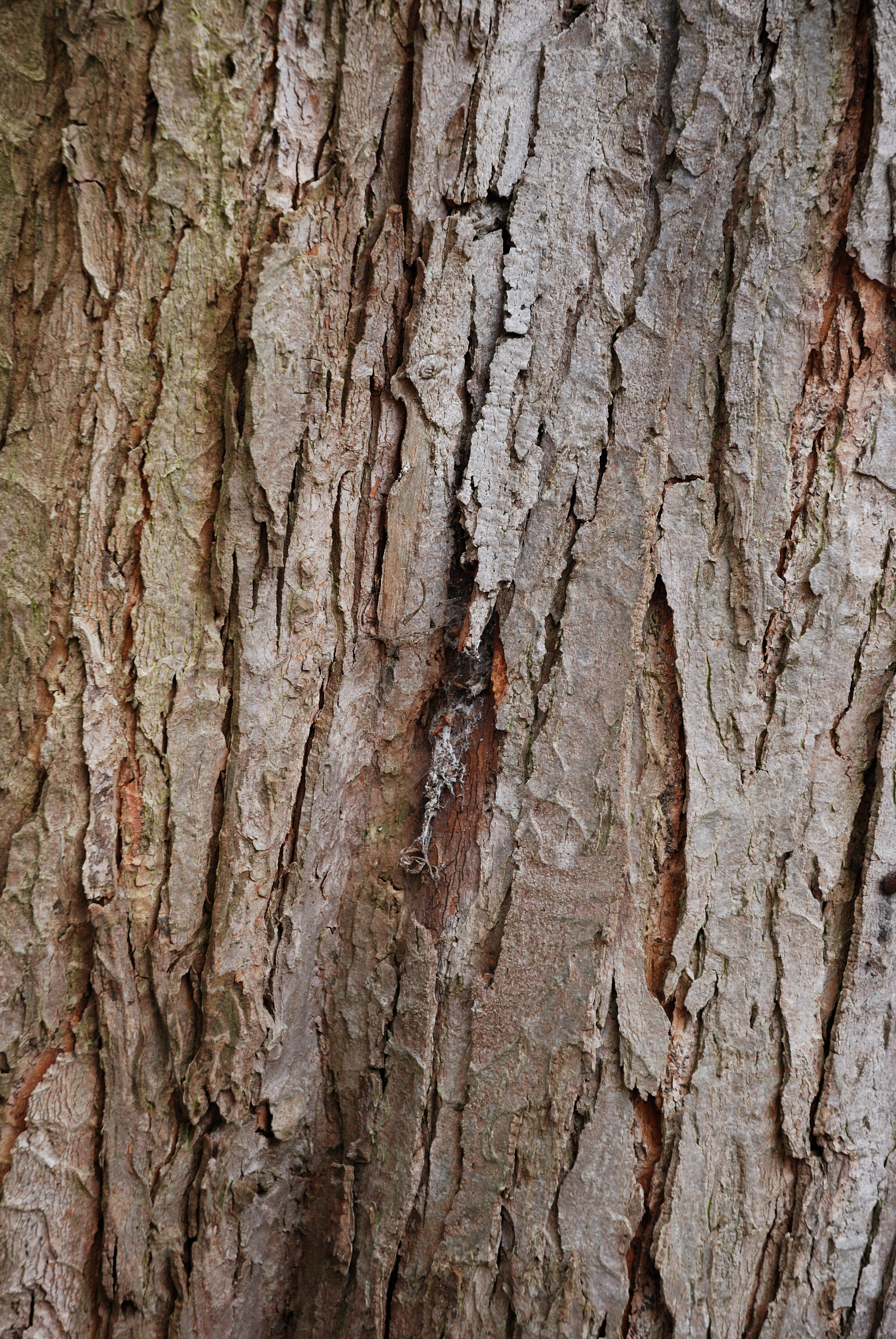
Kérge
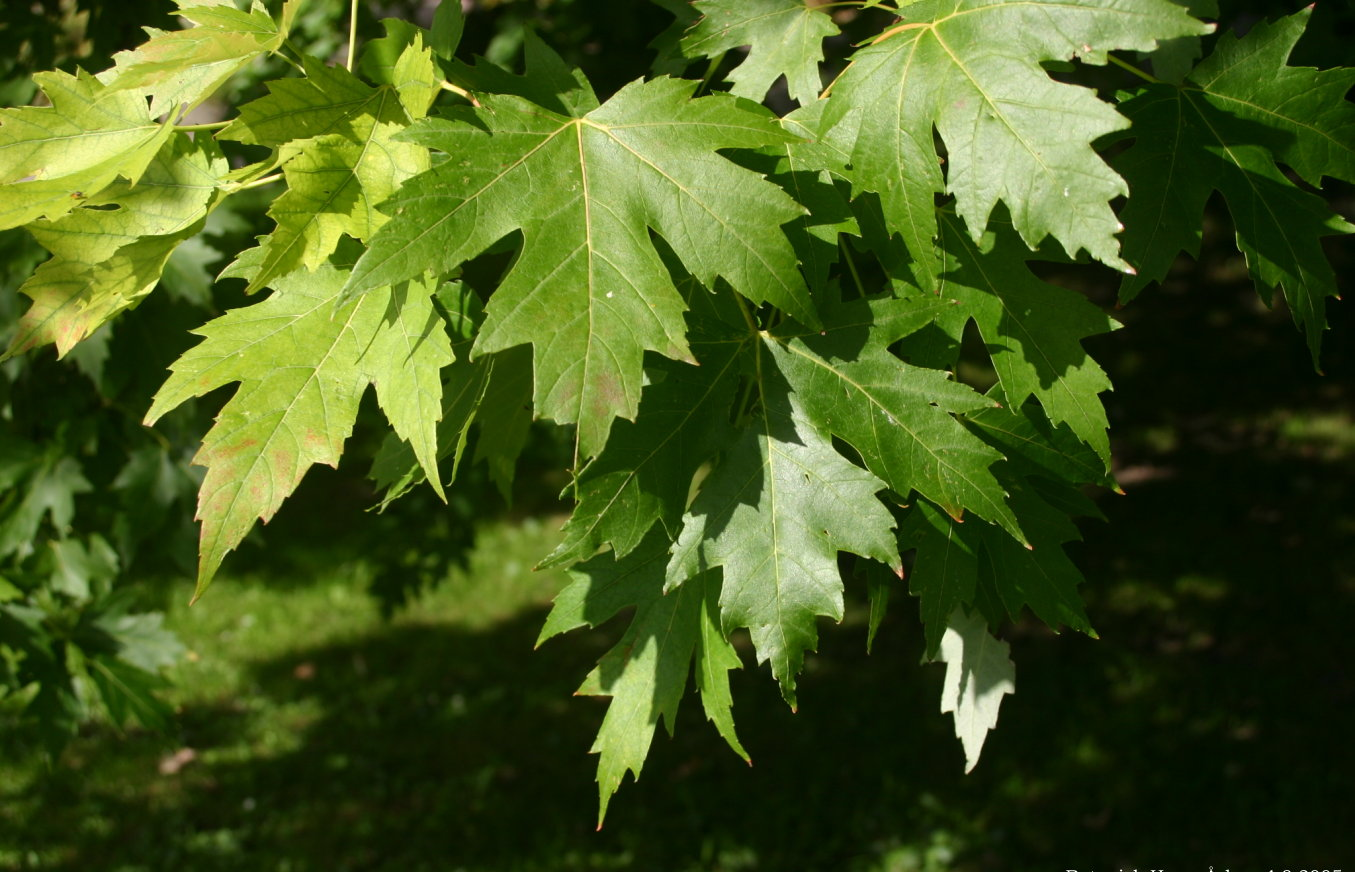
Levelei
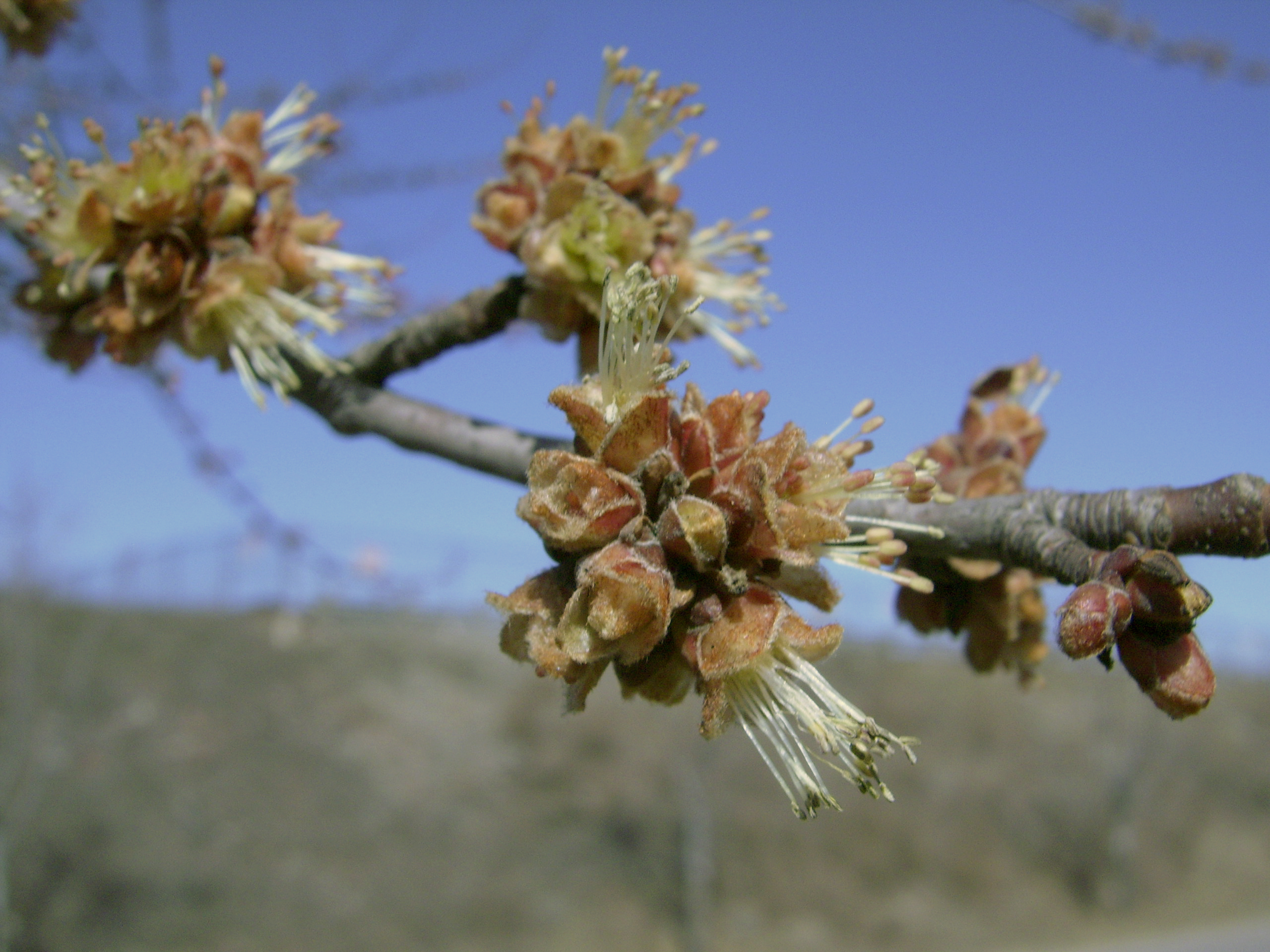
Virágai
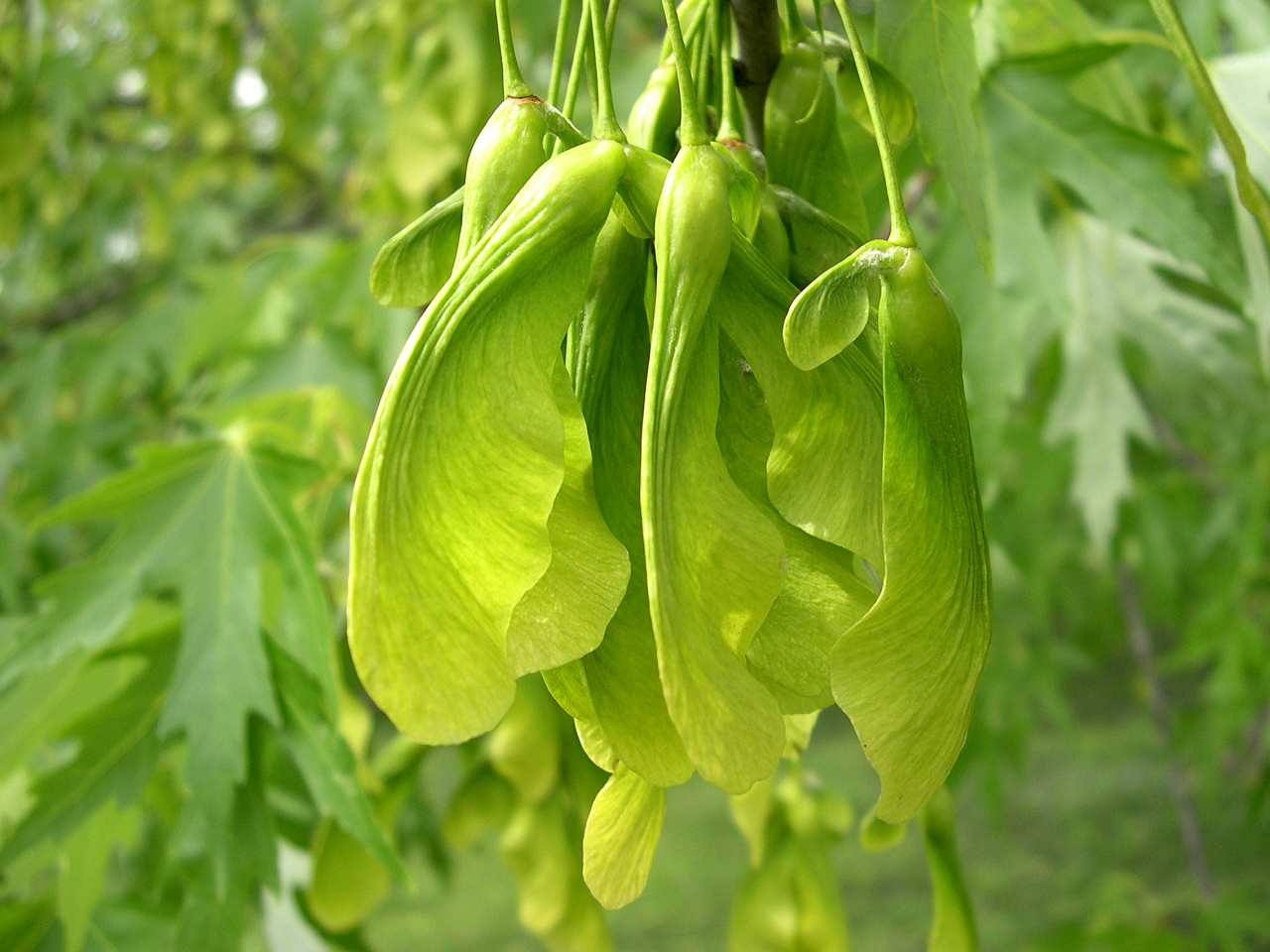
Termései
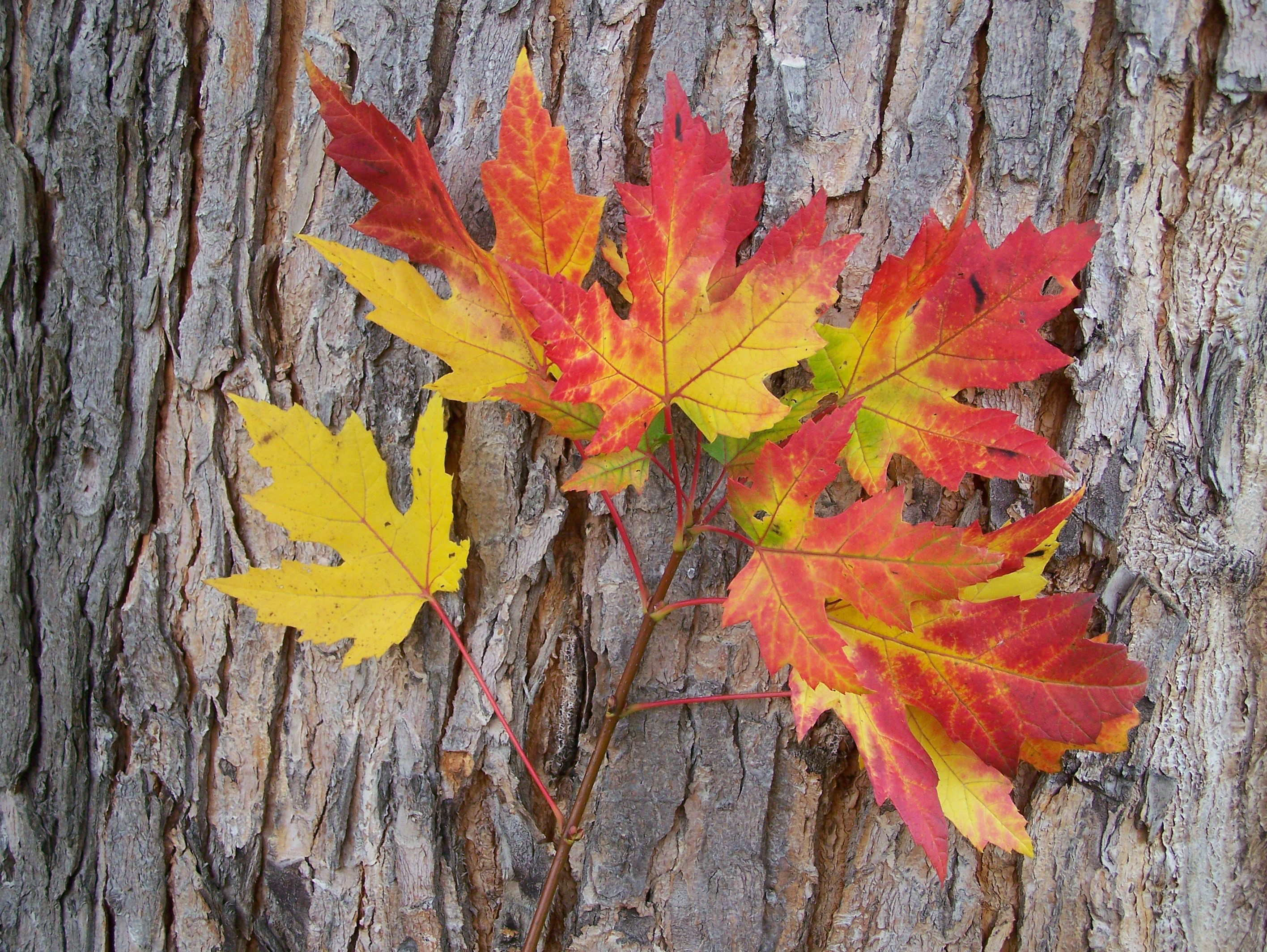
Őszi levelek